# Marc-André Barriault
Marc-André Barriault (Gatineau, Quebec, Canadá, 18 de febrero de 1990) es un artista marcial mixto canadiense que compite en la división de peso medio de Ultimate Fighting Championship.

## Primeros años
Nació y creció en Gatineau, Quebec, Canadá. Se trasladó a la ciudad de Quebec en 2011 para estudiar. Durante este tiempo obtuvo un DEC en dietética y dos diplomas culinarios.

## Carrera de artes marciales mixtas

### Carrera temprana
Comenzó a competir en artes marciales mixtas amateur en 2012 bajo la tutela de Sifu Patrick Marcil y terminó con un récord de 4-3. También compitió en FightQuest Amateur Combat en 2014 donde desafió dos veces el Campeonato de Peso Medio de FightQuest, así como el vacante Campeonato de Peso Medio de Hybrid Combat. Después de convertirse en profesional en 2014 compitió en promociones más pequeñas ganando un impresionante récord de 11-1. Durante este tiempo se las arregló para capturar 3 campeonatos en 2 promociones diferentes (TKO Major League MMA y Hybrid Combat). Habiendo ganado previamente los Campeonatos de Peso Medio y Peso Ligero de TKO cuando fue invitado a firmar con Ultimate Fighting Championship en 2019.

### Ultimate Fighting Championship
Debutó en la UFC contra Andrew Sanchez el 4 de mayo de 2019 en UFC Fight Night: Iaquinta vs. Cowboy. Perdió el combate por decisión unánime.
Se enfrentó a Krzysztof Jotko el 7 de julio de 2019 en UFC 240. Perdió el combate por decisión dividida.
Se enfrentó a Jun Yong Park el 21 de diciembre de 2019 en UFC Fight Night: Ortega vs. The Korean Zombie. Perdió el combate por decisión unánime.
Se enfrentó a Oskar Piechota el 20 de junio de 2020 en UFC on ESPN: Blaydes vs. Volkov. Ganó el combate por TKO en el segundo asalto.
El 4 de diciembre de 2020 la UFC anunció que había aceptado una suspensión de 6 meses de la USADA por dar positivo en competición por ostarina por la Comisión de Atletas del Estado de Nevada (NSAC) el 20 de junio de 2020. Después de una investigación exhaustiva sobre la prueba positiva de Barriault, incluyendo las pruebas de seguimiento, una evaluación de las circunstancias que rodean sus pruebas positivas, y sin encontrar evidencia de uso intencional, la USADA le dio una suspensión reducida que era consistente con los casos de ostarina de bajo nivel con evidencia de contaminación. Pudo volver a pelear desde el 21 de enero de 2021.
Se enfrentó a Abu Azaitar el 27 de marzo de 2021 en UFC 260. Ganó el combate por TKO en el tercer asalto.
Se enfrentó a Dalcha Lungiambula el 4 de septiembre de 2021 en UFC Fight Night: Brunson vs. Till. Ganó el combate por decisión unánime.
Se enfrentó a Chidi Njokuani el 5 de febrero de 2022 en UFC Fight Night: Hermansson vs. Strickland. Perdió el combate por KO en el primer asalto.
Se enfrentó a Jordan Wright el 23 de abril de 2022 en UFC Fight Night: Lemos vs. Andrade. Ganó el combate por sumisión en el primer asalto.
Se enfrentó a Anthony Hernandez el 17 de septiembre de 2022 en UFC Fight Night: Sandhagen vs. Song. Perdió el combate por sumisión en el tercer asalto.
Barriault enfrentó a Julian Marquez el 4 de marzo de 2023 en UFC 285. Ganó la pelea por nocaut técnico en el segundo asalto.
Barriault enfrentó a Eryk Anders el 10 de junio de 2023 en UFC 289. Ganó la pelea por decisión unánime. La pelea ganó el premio de bonificación Pelea de la Noche.
Barriault estaba programado para enfrentarse a Michel Pereira el 14 de octubre de 2023 en UFC Fight Night 230. Una semana antes del evento, se retiró debido a problemas médicos y fue reemplazado por Andre Petroski.
Barriault se enfrentó a Chris Curtis el 20 de enero de 2024 en UFC 297. Perdió en una pelea competitiva por decisión dividida.
Barriault enfrentó a Joe Pyfer el 29 de junio de 2024 en UFC 303. Perdió la pelea por KO en el primer asalto.
Barriault se enfrentó a Dustin Stoltzfus el 2 de noviembre de 2024 en UFC Fight Night 246. Perdió la pelea por nocaut en el primer asalto.

## Vida personal
Hasta su traslado a Florida en 2021, trabajó como cocinero.

## Campeonatos y logros
- Ultimate Fighting Championship
  - Pelea de la Noche (Una vez) vs. Eryk Anders[30]
- TKO Major League MMA
  - Campeonato de Peso Medio de TKO (una vez, ex)[40]
    - Una defensa exitosa del título

  - Campeonato de Peso Semipesado de TKO
- Hybrid Combat Promotions
  - Campeonato de Peso Medio de Hybrid Combat

## Récord en artes marciales mixtas
| Resultado     | Récord   | Oponente             | Método                                | Evento                                       | Fecha                    | Ronda | Tiempo | Localización                 | Notas |
| ------------- | -------- | -------------------- | ------------------------------------- | -------------------------------------------- | ------------------------ | ----- | ------ | ---------------------------- | --- |
| Derrota       | 16-8 (1) | Joe Pyfer            | KO (golpes)                           | UFC 303                                      | 29 de junio de 2024      | 1     | 1:25   | Las Vegas, Nevada            | |
| Derrota       | 16-7 (1) | Chris Curtis         | Decisión (dividida)                   | UFC 297                                      | 20 de enero de 2024      | 3     | 5:00   | Toronto, Ontario             | |
| Victoria      | 16-6 (1) | Eryk Anders          | Decisión (unánime)                    | UFC 289                                      | 10 de junio de 2023      | 3     | 5:00   | Vancouver, British Columbia, | Pelea de la noche                                                                                                  |
| Victoria      | 15-6 (1) | Julian Marquez       | TKO (golpes)                          | UFC 285                                      | 4 de marzo de 2023       | 2     | 4:12   | Las Vegas, Nevada            | |
| Derrota       | 14-6 (1) | Anthony Hernandez    | Sumisión técnica (arm-triangle choke) | UFC Fight Night: Sandhagen vs. Song          | 17 de septiembre de 2022 | 3     | 1:53   | Las Vegas, Nevada            | |
| Victoria      | 14-5 (1) | Jordan Wright        | Sumisión (guillotine choke)           | UFC Fight Night: Lemos vs. Andrade           | 23 de abril de 2022      | 1     | 2:36   | Las Vegas, Nevada            | Combate de peso acordado (190 libras).                                                                             |
| Derrota       | 13-5 (1) | Chidi Njokuani       | KO (golpes)                           | UFC Fight Night: Hermansson vs. Strickland   | 5 de febrero de 2022     | 1     | 0:16   | Las Vegas, Nevada            | |
| Victoria      | 13-4 (1) | Dalcha Lungiambula   | Decisión (unánime)                    | UFC Fight Night: Brunson vs. Till            | 4 de septiembre de 2021  | 3     | 5:00   | Las Vegas, Nevada            | |
| Victoria      | 12-4 (1) | Abu Azaitar          | TKO (golpes)                          | UFC 260                                      | 27 de marzo de 2021      | 3     | 4:56   | Las Vegas, Nevada            | |
| Sin resultado | 11-4 (1) | Oskar Piechota       | Sin resultado                         | UFC on ESPN: Blaydes vs. Volkov              | 20 de junio de 2020      | 2     | 4:50   | Las Vegas, Nevada            | Originalmente una victoria por TKO (puñetazos) para Barriault; anulada después de que diera positivo por ostarina. |
| Derrota       | 11-4     | Jun Yong Park        | Decisión (unánime)                    | UFC Fight Night: Edgar vs. The Korean Zombie | 21 de diciembre de 2019  | 3     | 5:00   | Seúl                         | |
| Derrota       | 11-3     | Krzysztof Jotko      | Decisión (dividida)                   | UFC 240                                      | 27 de julio de 2019      | 3     | 5:00   | Edmonton, Alberta            | |
| Derrota       | 11-2     | Andrew Sanchez       | Decisión (unánime)                    | UFC Fight Night: Iaquinta vs. Cowboy         | 4 de mayo de 2019        | 3     | 5:00   | Ottawa, Ontario              | Regreso al peso medio.                                                                                             |
| Victoria      | 11-1     | Adam Hunter          | KO (puñetazos)                        | TKO 44                                       | 21 de septiembre de 2018 | 1     | 4:28   | Quebec, Quebec               | Ganó el vacante Campeonato de Peso Semipesado TKO.                                                                 |
| Victoria      | 10-1     | Brendan Kornberger   | KO (puñetazo)                         | TKO 43                                       | 4 de mayo de 2018        | 2     | 4:25   | Quebec, Quebec               | Defendió el Campeonato de Peso Medio TKO.                                                                          |
| Victoria      | 9-1      | Strahinja Gavrilovic | Decisión (dividida)                   | TKO 41: Champions                            | 8 de diciembre de 2017   | 5     | 5:00   | Montreal, Quebec             | Ganó el vacante Campeonato de Peso Medio TKO.                                                                      |
| Victoria      | 8-1      | Todd Stoute          | Decisión (dividida)                   | TKO 40: Dénouement                           | 8 de septiembre de 2017  | 3     | 5:00   | Montreal, Quebec             | Debut en el peso semipesado.                                                                                       |
| Victoria      | 7-1      | Jo Vallée            | TKO (retiro)                          | TKO 39: Ultimatum                            | 16 de junio de 2017      | 2     | 5:00   | Quebec, Quebec               | |
| Victoria      | 6-1      | Yacine Bandaoui      | KO (puñetazo)                         | TKO 38: Ascension                            | 7 de abril de 2017       | 1     | 3:54   | Montreal, Quebec             | |
| Victoria      | 5-1      | Strahinja Gavrilovic | Decisión (dividida)                   | Hybrid Pro Series 5                          | 15 de septiembre de 2016 | 3     | 5:00   | Montreal, Quebec             | Ganó el vacante Campeonato de Peso Medio de Hybrid Combat.                                                         |
| Victoria      | 4-1      | Martin Leblanc       | TKO (golpes)                          | LAMMQ 5                                      | 21 de mayo de 2016       | 2     | 3:06   | Quebec, Quebec               | Combate de peso acordado (190 libras).                                                                             |
| Derrota       | 3-1      | Jo Vallée            | Decisión (dividida)                   | Hybrid Pro Series 4                          | 17 de septiembre de 2015 | 3     | 5:00   | Montreal, Quebec             | |
| Victoria      | 3-0      | James Kouame         | TKO (golpes)                          | LAMMQ 4                                      | 6 de junio de 2015       | 2     | 1:19   | Quebec, Quebec               | Combate de peso acordado (195 libras).                                                                             |
| Victoria      | 2-0      | James Kouame         | KO (puñetazo)                         | Hybrid Pro Series 2                          | 15 de noviembre de 2014  | 1     | 3:50   | Gatineau, Quebec             | |
| Victoria      | 1-0      | Paul Cressaty        | KO (puñetazo)                         | LAMMQ 3                                      | 21 de junio de 2014      | 1     | 2:22   | Quebec, Quebec               | |